# Канли кула
Тврђава Канли кула је амфитеатар на отвореном у Херцег Новом. Име је турског порекла и значи "крвава кула".

## Историја
Канли кулу су подигли Турци  1539. године. Млечани су 1687. године, убрзо након освајања Херцег Новог, извршили разне поправке и доградње. 
Унутар дворца налазила се добро очувана цистерна за воду. У некој фази је изгубио своју првобитну намену и постао затвор, а затим је назван „Крвава кула“. Унутрашњост Канли торња обновљена је у амфитеатар на отвореном 1966. године. Има више од 1000 гледалаца, а био је домаћин многих културних догађаја и фестивала. 
Догађаји који се организују у Канли кули укључују Херцегновски филмски фестивал, Скале и Опероса. 